# Borghild Hammerich

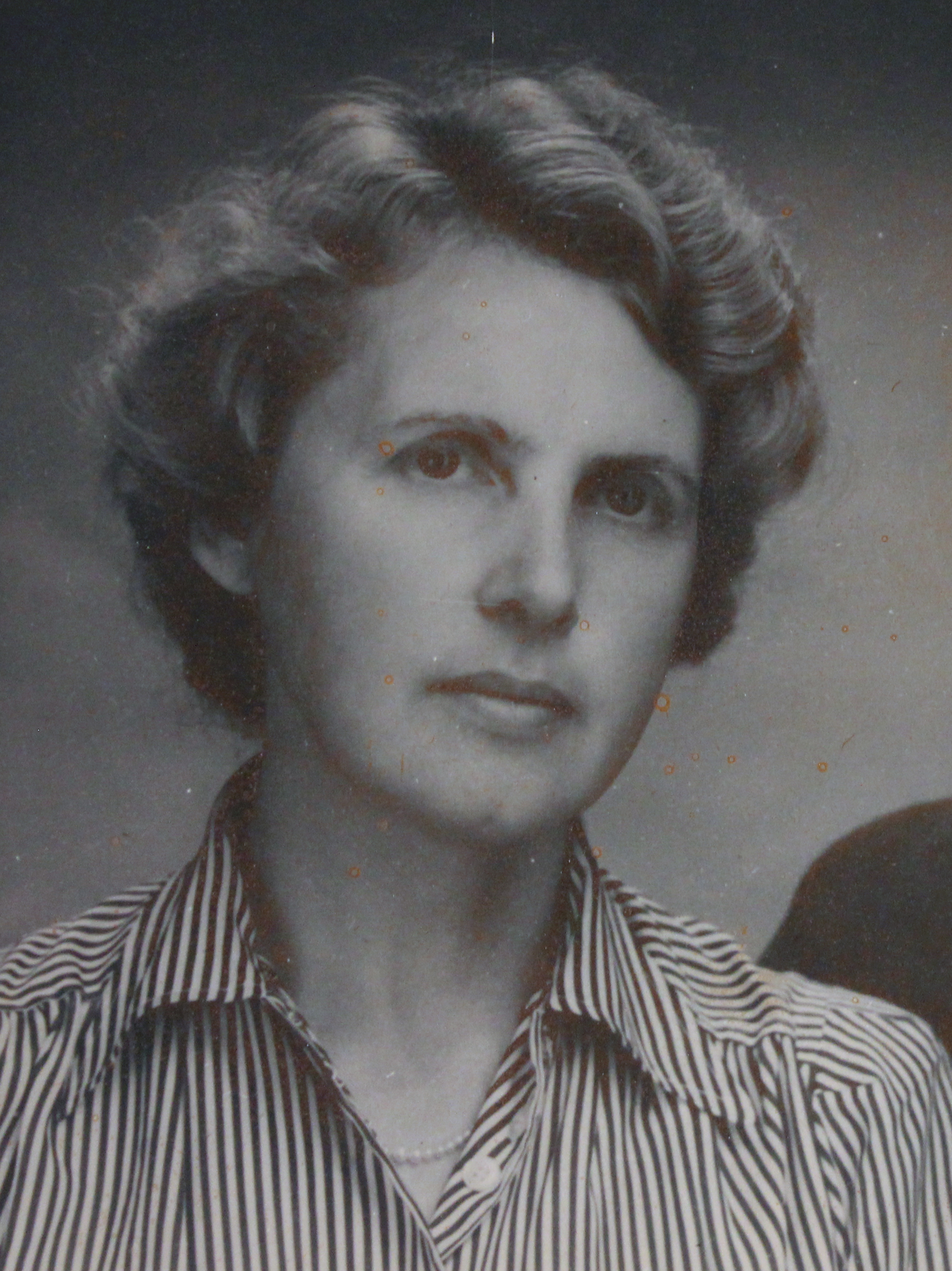
Borghild Hammerich

Borghild Hammerich (* auch Borghild Hammerich Riefling, 2. März 1901 in Bergen; † 8. September 1978 in Oslo) war eine norwegische Philanthropin und Aktivistin, die vor allem für ihr entschiedenes Eintreten für die humanitären Belange der norwegischen Zivilbevölkerung während der Besetzung im Zweiten Weltkrieg bekannt wurde.

## Leben und Werk
Borghild Hammerich wuchs in Bergen auf. Ihr Vater betrieb dort eine Produktion von Pferdekutschen. Sie besuchte dort sowie in Lillehammer die Schule. Sie hatte anschließend einen Aufenthalt an einer Klosterschule in Paris. Mit 20 Jahren heiratete sie den dänischen Marineoffizier Carl Hammerich und ließ sich in Kopenhagen nieder. Dort wurde sie bald ein aktives und engagiertes Mitglied der norwegischen Kolonie dieser Stadt. Die im Frühjahr 1940 einsetzenden Kämpfe in Norwegen und die vielen bombardierten norwegischen Städte hinterließen einen tiefen Eindruck auf die norwegische Kolonie in Kopenhagen. Auf Initiative von Borghild Hammerich begannen norwegische Frauen dort und anderswo in Dänemark, Kleidung für die Menschen im vom Krieg zerrütteten Norwegen zu sammeln. Im Herbst 1940 gingen erste Kleidersendungen an das Rote Kreuz in Oslo. Im Sommer 1941 wurde es unmöglich, solche Sendungen auf den Weg zu bringen. Anstatt das Gesamtprojekt aufzugeben, schlug Borghild Hammerich vor, Lebensmittelpakete nach Norwegen zu versenden.
Zunächst wurden Hilfsgüter als Einzelpakete an Privatadressen versandt, die über Freunde und Bekannte an bedürftige Endempfänger verteilt wurden. Borghild Hammerich bemerkte schnell, das dieser Unterstützungsmodus nicht weit genug griff und auf eine breitere Basis gehoben werden musste. Dafür war mehr Geld seitens dänischer und norwegischer offizieller Stellen notwendig. Hierfür organisierte Carl Hammerich 1942 einen Hilfsfonds, der Spendenaktionen und Ankäufe organisierte. Die Zahl der Pakete stieg von anfangs bescheidenen 501 auf über 180.000 verschickte Pakete im Jahr 1945. Alle Arbeiten im Rahmen der Verteilung wurden zunächst von Freiwilligen durchgeführt, bis sich schließlich auch Pfarreien und Stadtverwaltungen an den Aktionen beteiligten. Ab Frühjahr 1943 wurden Schulkindern Suppenmahlzeiten angeboten, die Schulärzte als überlebenswichtig für die Kinder qualifizierten.
Für Borghild Hammerich selbst endete der Zweite Weltkrieg tragisch. Ihr Mann wurde kurz vor Weihnachten 1944 von der Gestapo festgenommen und starb am 21. März 1945 bei einem britischen Angriff auf das Gestapo-Hauptquartier in Kopenhagen. Vier Jahre später ging sie eine neue Ehe mit dem Pianisten und Musikpädagogen Robert Riefling ein. Borghild Hammerich gehörte 1946 zu den Initiatorinnen des Fond Dänisch-Norwegische Zusammenarbeit. Bis zu ihrem Tod 1978 war sie Generalsekretärin dieses Fond.
Für ihren Einsatz für das norwegische Volk im Zweiten Weltkrieg wurde Borghild Hammerich mit dem norwegischen Sankt-Olav-Orden als Kommandeur mit Stern ausgezeichnet. Sie erhielt zudem die Ehrendoktorwürde der Universität Oslo. Borghild Hammerich wurde im Æreslunden, dem Ehrenhain des Friedhofs Vår Frelsers Gravlund in Oslo beigesetzt.